# Kasteel Borchamps

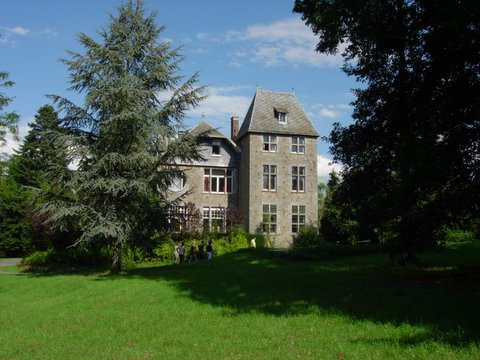
Château Borchamps

Kasteel Borchamps (Frans: Château Borchamps)  is een klein kasteel in Aye, in de gemeente Marche-en-Famenne in de Belgische provincie Luxemburg. Het is in 1910 ontworpen door de Luikse art-nouveauarchitect Paul Jaspar in opdracht van de Franse generaal Victor Alexander Myran-Ansay. Op het landgoed, nu 15 hectare, staan ook een kapel, een portierswoning en enige bijgebouwen. In een van de bijgebouwen stond in 1910 een dynamo (De vader van Paul Jaspar is de uitvinder van de dynamo), waardoor het kasteel als een van de eerste van stroom was voorzien.

## Geschiedenis
Kasteel en landgoed Borchamps zijn opgericht in 1910 onder de naam Château des Bords-Champs. Het verhaal gaat dat de eerste eigenaar, de Franse hugenoot, generaal Victor Alexander Myran-Ansay, naar Rome ging en zich daar bekeerde tot het rooms-katholicisme. Bij terugkomst stichtte hij het Domein des Bords-Champs en bouwde naast het kasteel een portierswoning, elekriciteitsvoorzieningen, kapel en een Lourdes-grot. In deze periode zijn ook de parken in de Engelse stijl aangelegd. Zijn vrouw kon er niet wennen. Ze raakte depressief, probeerde zich meermaals te verdrinken in de vijvers op het landgoed en Victor Myran-Ansay riep verzorging in van de zusters franciscanessen. Uiteindelijk vertrok het echtpaar Myran-Ansay weer naar Frankrijk, en ze lieten het kasteel na aan de zusters.
In 1930 namen de missiezusters franciscanessen hun intrek in het pand en begonnen er een Maison de Repos, een rusthuis voor nonnen en voor overspannen rijken. In de Tweede Wereldoorlog dienden de kelders als schuilplaats voor Joodse kinderen, verdedigd door fanatieke nonnen onder leiding van een vastberaden abdis. Wanneer de Duitsers aan de poort stonden, vluchtten de kinderen het bos in. De zusters bleven meer dan vijftig jaar in het kasteel. Zij moesten toekijken hoe in de jaren zestig het uitkijktorentje boven op de grote toren zo verzwakt was door houtrot dat het moest afgebroken worden.
In 1984 werd het pand verkocht aan de Vlaamse antiekhandelaar Beckers, die er 11 jaar lang woonde met zijn familie en die het pand en het landgoed grotendeels in zijn oude staat herstelde. In 1995 verkocht Beckers het pand en het landgoed aan Wilhelm Fischbach, een Duitse hoge militair die na de oorlog een belangrijke adviseur van Konrad Adenauer was. Fischbach heeft nooit in het pand kunnen wonen, omdat hij vlak na de aankoop getroffen werd door een hersenbloeding die hem aan een rolstoel en bed kluisterde. Veel geluk met het onderverhuren van Kasteel Borchamps had Fischbach niet.
Diverse charlatans passeerden de revue, en toen uiteindelijk een wel stipt betalende partij werd gevonden, bleek het kasteel en het landgoed een van de grootste XTC-laboratoria van België te herbergen. De productie vond plaats in drie over het landgoed verspreide laboratoria, en het pand werd gestript en ontdaan van al zijn waardevolle bezittingen. Zelfs het balkon, de schouwen en de lambriseringen werden gesloopt en verkocht. De herten in de weides verhongerden. Uiteindelijk rolde de rijkswacht in 2001 de bende op. Van 2001 tot eind 2004 was het huis en het landgoed verlaten, tot de huidige eigenaar, Coolen van Brakel, het pand overnamen van Wilhelm Fischbach. Een maand na het tekenen van de aktes in april 2005, overleed Wilhelm Fischbach.